# Diego Losada
Diego Losada Gómez (La Coruña, 21 de abril de 1985) es un periodista y presentador de televisión español.

## Biografía
Es licenciado en Comunicación audiovisual en la Facultad de Ciencias de la Información (Universidad Complutense de Madrid), Máster en Periodismo en televisión por la Universidad Rey Juan Carlos e Instituto RTVE y Máster en Comunicación política y empresarial en la Universidad Camilo José Cela. 
Cuenta también con estudios de doblaje.
En 2006, comienza su andadura profesional en Radio Fuga Aranjuez, donde dirige el programa musical Mardi gras. 
Ese mismo año llegará su primer contacto con el periodismo informativo locutando los boletines matinales para el programa Herrera en la onda (Onda Cero), en su desconexión local de la Comunidad de Madrid-Sur. Escribe reportajes para el Semanario Más.
En 2007, inicia su andadura en la televisión como reportero en los informativos de fin de semana de T-Televisión. Meses después pasa a presentar y editar el informativo de las 9 de la noche junto a Mónica Rodríguez, en un formato que conjuga información y entrevistas en directo.
En junio de 2009, forma parte de la redacción del programa de debate y análisis La noche en 24 horas, presentado entonces por Vicente Vallés en el Canal 24 horas.
En octubre de 2009 se une a la redacción de los Servicios Informativos de TVE, como redactor de la sección de Sociedad y Cultura del Telediario Fin de semana, entonces presentado por María Casado y David Cantero y editado por Esteve Crespo. Su dedicación a temas de narcotráfico o seguridad nacional le valen el Premio de Periodismo Fuerzas y Cuerpos de Seguridad del Estado 2010 en su rama Policía Nacional por su reportaje Los negociadores.
En septiembre de 2012 coincidiendo con el 15.º aniversario del Canal 24 horas, inicia la temporada copresentando con Lara Siscar el programa de información, entrevistas y debate La tarde en 24 horas. Durante las dos temporadas al frente de La tarde presenta ocasionalmente, como sustituto de María San Juan, el programa especializado en información internacional, El mundo en 24 horas.
Desde el 8 de septiembre de 2014 al 14 de julio de 2017, presentó el Telediario Matinal con Ana Ibáñez.
Entre el 18 de septiembre de 2017 y el 20 de octubre de 2018, presentó con Lourdes Maldonado el informativo Telenoticias 1 de Telemadrid.
Entre el 5 de noviembre de 2018 y el 27 de diciembre de 2019 presentó con Ana Ibáñez, España directo. Desde entonces, pasó a ser copresentador y subdirector de La mañana con María Casado. Tras la marcha de esta en mayo de 2020, se convirtió en el presentador titular del formato hasta el mes de julio del mismo año.
En el verano de 2021, fue presentador suplente de Informe semanal.
Desde septiembre de 2020 a septiembre de 2021, fue presentador de La tarde en 24 horas con Paula Sainz-Pardo, en el Canal 24 horas. Al mismo tiempo sustituía a Xabier Fortes en La noche en 24 horas cuando este se ausentaba.
Desde septiembre de 2021 a marzo de 2022, presentó los Telediarios Fin de semana de TVE con Lara Siscar.
En marzo de 2022 abandona TVE y ficha por Mediaset España para presentar el programa En boca de todos en Cuatro. En Telecinco también presenta un especial tras la emisión de la docuserie Dolores: la verdad sobre el caso Wanninkhof en el que se abordan aspectos de este caso mediático y el especial Cristina de Borbón, rota de amor sobre la infanta Cristina de Borbón y su nueva vida tras separarse de Iñaki de Urdangarín.
Desde el 29 de enero de 2024 presenta, de lunes a viernes a las 20:00h, Noticias Cuatro 2 junto a Mónica Sanz.
Compagina su labor como periodista con la de profesor en las instalaciones de la Agencia EFE a cargo del Taller de Televisión. También ha formado parte de la plantilla de profesores del módulo Locución y presentación de programas de televisión del Instituto RTVE y colaborado con la Universidad Europea de Madrid y CEU San Pablo en charlas y encuentros sobre periodismo.

### Vida personal
En 2002 participó como expedicionario en la Ruta Quetzal, Rumbo al estrecho de Cattígara.
Con formación musical, es guitarrista y cantante del grupo de indie-rock, Durden. El 17 de diciembre de 2017 realizaron con gran aceptación de público un concierto en una mítica sala de conciertos madrileña.

## Trayectoria
| Año             | Programa                                    | Cadena     | Notas       |
| --------------- | ------------------------------------------- | ---------- | ----------- |
| 2009 - 2012     | Telediario Fin de semana                    | TVE        | Redactor    |
| 2012 - 2014     | La tarde en 24 horas                        | 24 Horas   | Presentador |
| 2014            | El mundo en 24 horas                        | 24 Horas   | Presentador |
| 2014 - 2017     | Telediario Matinal                          | TVE        | Presentador |
| 2017 - 2018     | Telenoticias 1                              | Telemadrid | Presentador |
| 2018 - 2019     | España directo                              | TVE        | Presentador |
| 2019 - 2020     | La mañana                                   | TVE        | Presentador |
| 2021            | Informe semanal.                            | TVE        | Presentador |
| 2021 - 2022     | La noche en 24 horas                        | 24 Horas   | Presentador |
| 2021 - 2022     | Telediarios Fin de semana                   | TVE        | Presentador |
| 2022 - 2023     | En boca de todos                            | Cuatro     | Presentador |
| 2022            | Dolores: la verdad sobre el caso Wanninkhof | Telecinco  | Presentador |
| 2022            | Cristina de Borbón, rota de amor            | Telecinco  | Presentador |
| 2022            | Felicidades, Letizia                        | Telecinco  | Presentador |
| 2022            | En el punto de mira                         | Cuatro     | Presentador |
| 2024 - presente | Noticias Cuatro 2                           | Cuatro     | Presentador |

## Reconocimiento
- 2010: Premio de periodismo de las Fuerzas y Cuerpos de Seguridad del Estado. Policía Nacional.